# Robert Whitehill
Robert Whitehill (* 21. Juli 1738 in Pequea, Lancaster County, Province of Pennsylvania; † 8. April 1813 in Lauther Manor, Pennsylvania) war ein US-amerikanischer Politiker. Zwischen 1805 und 1813 vertrat er den Bundesstaat Pennsylvania im US-Repräsentantenhaus.

## Werdegang
Robert Whitehill war der jüngere Bruder des Kongressabgeordneten John Whitehill (1729–1815). Er wuchs während der britischen Kolonialzeit auf und besuchte die öffentlichen Schulen seiner Heimat. Danach ließ er sich im Cumberland County nieder. In den 1770er Jahren schloss er sich der amerikanischen Revolution an. Im Juli 1776 war er Delegierter des Verfassungskonvents des Staates Pennsylvania, auf dem die Unabhängigkeitserklärung der Vereinigten Staaten ratifiziert wurde; im Jahr 1777 gehörte Whitehall dem Sicherheitsrat (Council of Safety) seines Staates an. Er war auch an der Ausarbeitung der Verfassung von Pennsylvania beteiligt. Später schlug er einige Ergänzungen zur Bundesverfassung vor. Im Jahr 1790 war er erneut Delegierter auf einem Verfassungskonvent für Pennsylvania. Politisch wurde er Mitglied der Ende der 1790er Jahre von Thomas Jefferson gegründeten Demokratisch-Republikanischen Partei. Von 1797 bis 1800 war er Abgeordneter im Repräsentantenhaus von Pennsylvania; von 1801 bis 1804 gehörte er dem Staatssenat an, dessen Präsident er im Jahr 1804 war. In diese Zeit fallen die Amtsenthebungsverfahren gegen einige Richter seines Staates.
Nach dem Tod des Abgeordneten John A. Hanna wurde Whitehill bei der fälligen Nachwahl als dessen Nachfolger in das US-Repräsentantenhaus in Washington, D.C. gewählt, wo er am 7. November 1805 sein neues Mandat antrat. Nach drei Wiederwahlen konnte er bis zu seinem Tod am 8. April 1813 im Kongress verbleiben. Sein Neffe James Whitehill (1762–1822) und sein Ururenkel John C. Kunkel (1898–1970) wurden ebenfalls Kongressabgeordnete.